# Ryu Kurokage
Ryu Kurokage（りゅうくろかげ）は日本の写真家。さーくる社の少女ヌード作品で知られる。作品の一部ではリュウ黒影の表記も見られる。
児童買春、児童ポルノに係る行為等の処罰及び児童の保護等に関する法律の施行によって、それらの殆どは絶版となった。

## Ryu Kurokageの背景
児童ポルノ禁止法により少女ヌードが取締られるようになる少し前の時期に、本名名義と併用された力武靖のペンネームである。この頃、力武はかねてから少女ヌード写真集を出版してきたさーくる社からのリリースを縮小し、自らのオフィスである力武靖写真事務所（スタジオR）やロリコンショップ・ペペから無修正作品として発表するようになっていった。
さーくる社から出された写真集が2000円～2500円であるのに対してこれらは4000円以上と高価で、また、ペペによる限定販売であったことから市場は極めて狭いものとなった。
それまで少女写真集を多く出版し、力武のブランドネームを築き、また過去には児童のアンダーグラウンドな内容も含まれる書籍をリリースしてきたさーくる社が、世論の動向や法律制定へと向う空気の影響を受けて、こうしたものの出版を手控えるようになった背景も関係している。
そのような中で改めて、ペペによる限定販売ではない、流通ルート上一般販売の可能な作品のリリースが求められ、これらがRyu Kurokage名義で発表された。

## 写真集の一覧

### KUROKAGE・美少女NUDEシリーズ （さーくる社発行）
- 明日晴れたら（吉田奈美）
- 甘い誘惑（藤井詩織）
- 甘えていいの?（高山広美）
- 家においでよ!（大島明日香）
- 笑顔のままで（坂井あゆみ）
- おとなしいけど…（中嶋さとみ）
- 乙女の好奇心（河原ちなみ）
- おませな妖精（佐々木愛）
- 思い出の放課後（浅田未稀）
- 君といつまでも（野口洋子）
- 気持ちをつたえて（沢木佳子）
- 恋がしたいの（小島さやか）
- 心ときめいて（藤沢ともみ）
- こんなの初めて（宮内まなみ）
- 誘って下さい（桜井純子）
- 情熱の少女（松下このみ）
- 素肌にキッス（水沢麻里奈）
- 育ちざかり（桂木麻衣子）
- そっと抱きしめて（長谷部亜美・神田朱美）
- 大事にしてネ（岡崎真奈）
- トキメキの瞬間（西村ちはる）
- 日曜日の朝に（浅野舞）
- 願いをかなえて（佐野雪乃）
- 恥ずかしいけど（沢村薫）
- 春一番（青田真紀）
- ひかり輝いて（谷川ひかる）
- 瞳きらめいて（川嶋ありさ・山崎れいな）
- 瞳を閉じて（岡村遥）
- ひとりじゃないの（渡辺里香・伊藤今日子）
- ほっぺにキスして（内田こずえ）
- 魅せちゃうぞ!!（藤森聖奈）
- みんなあげちゃう!（星野ゆい）
- 優しく見つめて（青木ともみ）
- 勇気を出して（吉川貴子）
- 夢じゃないよね（八木沢純奈）
- 夢みる天使たち（松野さおり・嶋田桂子）
- りっちゃんとあゆみちゃん（石川律子・高野あゆみ）
- わかってほしいの（杉浦亜紀）

### KUROKAGE・SPECIAL（美少女）COLLECTION （さーくる社発行）
- 貴方が知りたい（比嘉えみり）
- Eカップのお嬢さん（近藤早紀）
- 教えてくれる?（吉野杏里）
- 乙女の純真（桜内綾華）
- 思い出の寄り道（原田美紀）
- 我慢できるの?（岸本亜衣）
- ガールフレンド（佐藤詩織）
- 綺麗になりたい（森野さゆり）
- くり～む色の秘密（中山あづさ）
- 仔猫のように（麻生せりな）
- ず～っと忘れない（青山かおり）
- スマイル（矢部若葉）
- 誰よりも愛しく（前田ひかり）
- 小さなメロディー（伊藤梨緒菜）
- 天使の寄り道（藤崎麗奈）
- とってもミルキー（若村麻衣子）
- 初めての経験（武田あおい）
- はじらいの季節（香坂かおり）
- ひとりっ娘（複本みさお）
- ピュアハート（宮内早苗）
- 秘密、あげます・・・（嶋村みちこ）
- プライベート（野島有紀子）
- 放課後の冒険（阿部みさと）
- 待ち遠しいなっ!（麻生つかさ）
- もっと教えて（武藤ちひろ）
- 若葉の季節（堀田つぐみ）
- ワガママきいて（松岡千恵）

### KUROKAGE・超A級美少女アイドルCLUB （さーくる社発行）
- 愛を抱きしめて（夏川あい）
- いたずら微笑女（広瀬葉子）
- おちゃめなトマト（早川くらら）
- かけがえのない時間（山口みなみ）
- 風のささやき（三浦美咲）
- キッスはおあずけ（高橋ゆりか）
- ギュッと抱きしめて（渡瀬ゆかり）
- 恋するマーメイド（山崎亜沙美）
- 好奇心がいっぱい（北岡春奈）
- 少しだけ片思い（宮沢はるか）
- 少女と呼ばないで（清水弥生）
- 空を飛べたら（小原ふみえ）
- ちっちゃな太陽（西田ひとみ）
- ちょっぴり恋心（木原なつみ）
- 翼のない天使（結城さやか）
- ヒミツのおねだり（白石奈美恵）

### KUROKAGE・美少女ヌードフォトブックシリーズ （総芸出版発行）
- EMOTION（上田あすか）
- Sweet Heart（岡安ゆかり）
- 連れていってね（榊原たまき）
- 天使の肖像（水谷真由）
- 光と風の物語（天野よしみ）
- ひまわりの季節（安西祐香）
- Pure Dream（桜木麻衣子）
- First Romance（酒井真季）
- Milky Memorial（永井しおり）
- Melancholik（三沢千春）
- やさしく教えて（井上さやか）

### KUROKAGE撮影 （総芸出版発行）
- AMI（望月あみ）
- ERIKA（佐藤絵理香）
- KANA（相川加奈）
- TOMOMI（哀川智美）
- NATSUMI（鮎川なつみ）
- NANASE（大久保七瀬）
- Pretty Jewelry（河合ひとみ）
- 魔法をかけて（河村みさお）
- MIKI（河合美樹）
- MOMOKA（武内桃香）
- YUKA（綾瀬由香）
- REINA（稲森麗奈）